# Hum (gmina Voćin)
Hum – wieś w Chorwacji, w żupanii virowiticko-podrawskiej, w gminie Voćin. W 2011 roku liczyła 90 mieszkańców.